# Чевапчичі

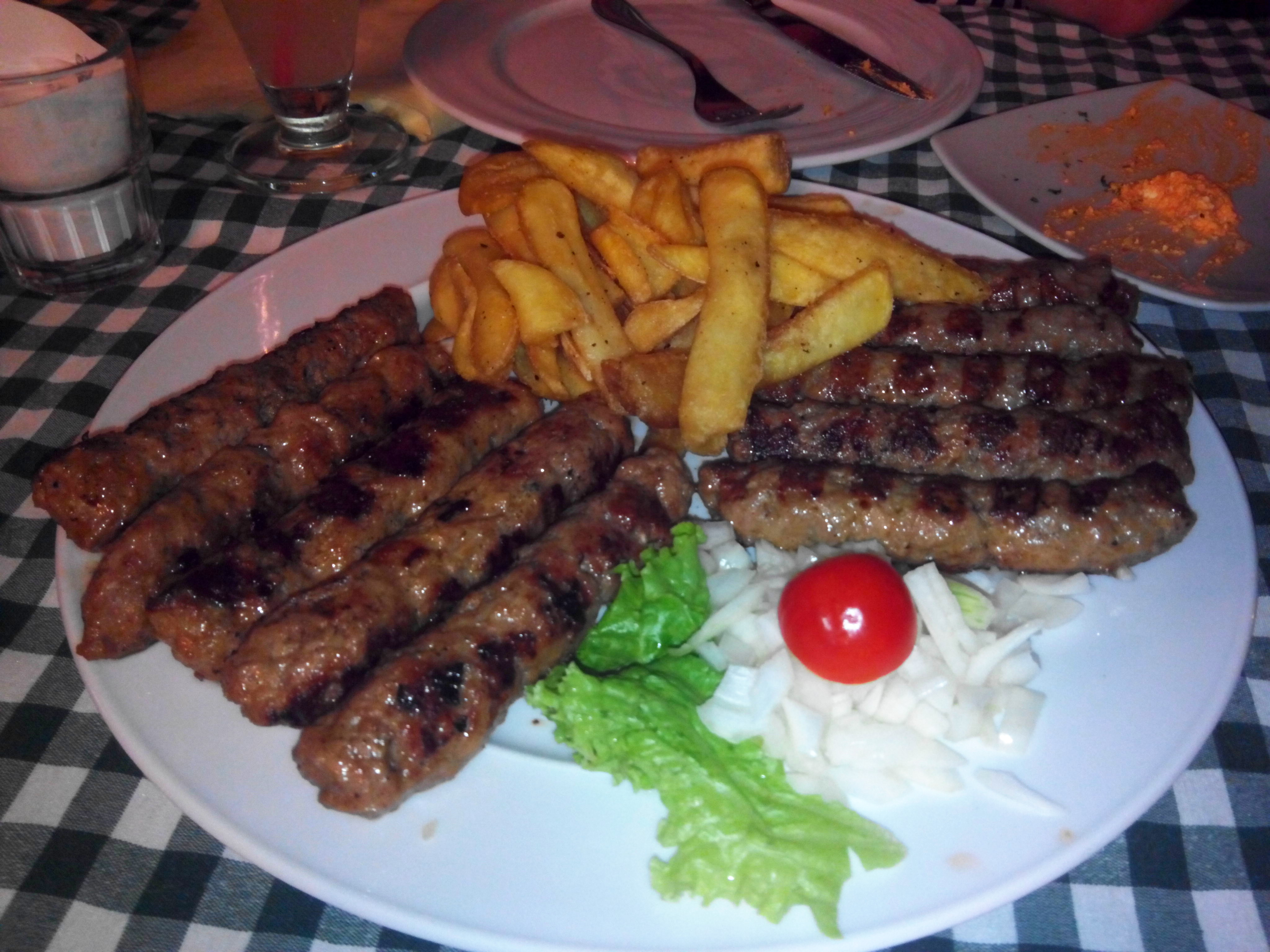
Чевапчичі з картоплею фрі (Будва, Чорногорія)

Чевапчичі (серб. ћевапчићи) або к'ебапі (мак. ќебапи) — страва народів Балканського півострова. Це смажені ковбаски з перемолотої яловичини чи свинини із цибулею і приправами.
Чевапчичі подають із великою кількістю нарізаної кільцями цибулі та свіжим білим хлібом пітою. Додатково подають порізаний кільцями салатний перець, нарізані помідори або смажену картоплю.
Згідно з інтерактивною мапою кулінарних уподобань, чевапчичі — друга за популярністю традиційна страва світу (після хачапурі — грузинської хлібної страви з сиром).